# Pentadiplandra brazzeana
Pentadiplandra brazzeana oder Oubli, ist die einzige Pflanzenart der monotypischen Gattung Pentadiplandra und der monogenerischen Familie Pentadiplandraceae.

## Geschichte
Es ist eine in Zentralafrika beheimatete Pflanzenart, die 1985 von den Anthropologen Marcel und Anette Hladik im Zuge von Verhaltensstudien an Affen für das Muséum national d’histoire naturelle für die Wissenschaft entdeckt wurde. Die Veröffentlichung ihrer Studie in wissenschaftlichen Zeitschriften, in der sie von der hohen Süßkraft der Früchte von Pentadiplandra brazzeana berichteten, stieß auf starkes internationales Interesse. Aus den Früchten wurden 1989 die Süßstoffe Pentadin und 1994 Brazzein isoliert.

## Beschreibung
Pentadiplandra brazzeana ist eine verholzende Pflanze und wächst als großer Strauch bis etwa 5 Meter hoch oder als Liane bis zu 20 Meter lang. 
Die wechselständigen, bespitzten bis zugespitzten und kurz gestielten Laubblätter sind einfach und ganzrandig. Der kurze Blattstiel ist bis 1 Zentimeter lang, die kahlen Blätter sind bis 15 Zentimeter lang. Sie sind elliptisch bis verkehrt-eiförmig, -eilanzettlich. Die Nebenblätter sind winzig oder fehlen.
Pentadiplandra brazzeana ist polygam-monözisch. Die Blüten stehen in langstieligen und achselständigen schirmrispenähnlichen, aus traubigen Teilblütenständen zusammengesetzten Blütenständen zusammen, mit winzigen Hochblättern. Die gestielten, meist funktionell eingeschlechtlichen oder zwittrigen, grün-weißlichen oder -gelblichen, teils violett gefleckten Blüten sind radiärsymmetrisch und fünfzählig mit doppelter Blütenhülle. Es sind je fünf freie, bis 1 Zentimeter lange Kelch- und bis 2,5 Zentimeter lange Kronblätter vorhanden. Die eilanzettlichen Petalen besitzen basal eine behaarte „Tasche“. Die männlichen Blüten enthalten 9 bis 13 fertile, relativ kurze Staubblätter und rudimentäre weibliche Blütenorgane in einem sehr kurzen Androgynophor. Die weiblichen Blüten besitzen ein etwas längeres Androgynophor mit 10 kurzen und fadenförmigen Staminodien. Drei bis fünf Fruchtblätter sind zu einem oberständigen und kahlen Fruchtknoten verwachsen. Je Fruchtblatt sind zwei Reihen mit je fünf Samenanlagen vorhanden. Der Griffel ist relativ kurz mit einer kurzlappigen, kleinen Narbe (gleich viele Lappen wie Fruchtblätter).
Die roten und mehr oder weniger gräulich gefleckten oder gräulichen und rundlichen bis eiförmigen und 3,5–5 Zentimeter großen, feinwärzlichen, fast kahlen Beeren mit Griffelresten enthalten mehrere Samen je Fruchtfach. Die nierenförmigen Samen sind behaart.

## Verbreitung
Die Heimat von Pentadiplandra brazzeana ist das westliche Zentralafrika. Vorkommen wurden bisher in Gabun, Kongo, Nigeria und Kamerun festgestellt.

## Traditionelle Nutzung
Die Früchte der Pentadiplandra brazzeana, im Volksmund aufgrund ihrer hohen Süßkraft Oubli (französisch für vergessen) genannt, werden seit langem von den Einheimischen konsumiert. Man erzählt sich, dass Kinder, die von den Früchten essen, ihre Mütter vergessen würden, weil diese so süß seien.